# مولا، مورسیا
مولا (به اسپانیایی: Mula) یکی از شهرداری‌های کومارکای شرقی و در بخش خودمختار مورسیا در کشور اسپانیا قرار دارد. تا سال ۲۰۱۰ مساحت این شهرداری ۶۳۳٫۳۸ کیلومتر مربع و جمعیت آن ۱۷۰۷۶ تَن می‌باشد.